# Iiro Rantala
Iiro Emil Rantala (1970) è un pianista e compositore finlandese.

## Biografia
La sua formazione in ambito jazz si compì alla Sibelius Academy di Helsinki e, successivamente, a New York, parallelamente allo studio del pianoforte classico presso la Manhattan School of Music. Leader di diverse formazioni, tra cui il Trio Töykeät, Rantala è tra i pianisti finlandesi più conosciuti e maggiormente richiesti. Attivo anche nella composizione di musica colta, tra le sue opere spicca il Concerto for Piano and Concerto in G♯ΔA♭, orchestrato dal violinista e compositore Jaakko Kuusisto.

## Discografia

### Trio Töykeät
- Päivää (Sonet, 1990)
  - International version: G'day (Emarcy, 1993)
- Jazzlantis (Emarcy, 1995)
- Sisu (PolyGram Emarcy, 1998)
- Kudos (Universal Music Group, 2000)
- High Standards (EMI Blue Note, 2003)
- Wake (EMI Blue Note, 2005)
- One Night in Tampere (EMI Blue Note, 2007)

### Big Bad Family
- Big Bad Family (Kompass, 1988)
- Big Bad Family (re-release) (Final Mix Records, 1996)

### Tango Kings
- Tango Kings (Big World, 1995)

### Sinfonia Lahti, Trio Töykeät, Jaakko ja Pekka Kuusisto
- Music! (BIS Records, 2002)

### SaloRantala Soi
- SaloRantala Soi! (Johanna Kustannus, 2003)
- Talvijalka (Sateen ääni, 2009)

### Rantala & Tapiola Sinfonietta
- Concerto for Piano and Concerto in G♯ΔA♭ (Ondine, 2006)

### Iiro Rantala New Trio
- Elmo (Rockadillo Records, 2008)

### Pekka Kuusisto & Iiro Rantala
- Subterráneo (Liverace, 2009)

### Iiro Rantala String Trio
- Anyone with a Heart (ACT, 2014)

### Solista
- Lost Heroes (ACT, 2011)
- My History of Jazz (ACT, 2012)
- My Working Class Hero (ACT, 2015)
- How Long Is Now? (ACT, 2016)
- Good Stuff (ACT, 2017)
- My Finnish Calendar (ACT, 2019)